# Спортски клуб НАК Нови Сад
НАК – Новосадски атлетски клуб (мађ. UAC – Újvidéki Atlétikai Club) је био југословенски фудбалски клуб из Новог Сада.

## Историја
Основан је 1910. док је Нови Сад био у саставу Аустроугарске. Окупљао је спортисте мађарске националности, за разлику од других градских клубова, Војводине, која је окупљала већином Србе, и Јуда Макабија, који је окупљао Јевреје.
Клуб је саградио игралиште са трибинама, на којем се од тада играо фудбала. До краја свог постојања био је једна од најмасовнијих спортских организација у Новом Саду. Од 1928. деловала је и тениска секција, за кју су изграђена два игралишта.
Након Првог светског рата Нови Сад је ушао у састав Краљевине Срба, Хрвата и Словенаца, која је 1929. преименована у Краљевина Југославија. Клуб се прво од 1922. до 1924. такмичио у првенству Новог Сада, а затим од 1925. до 1930. у Првом разреду Новосадске жупе под окриљем Београдског лоптачког савеза. Половином 30-их је почео да се такмичи у првенству Новосадског подсавеза, који је тада био други ранг такмичења. Као првак Новосадског подсавеза 1933, клуб је те године играо квалификације за улазак у државно првенство 1934. против Спарте из Земуна (4:1, 1:7), а државно првенство те године на крају није одиграно него је служило као квалификациони турнир за сезону 1935.
НАК је 1936. први и једини пут учествовао у првенству Југославије. У тој сезони се играло по двоструком куп систему и НАК је успео да направи серију добрих резултата. Прво је осмини финала након две одигране утакмице, 4:0 у гостима и 3:3 код куће, избацио ЖАК из Велике Кикинде, затим је у четвртфиналу са 4:0 и 2:0 победио осјечку Славију и тако ушао у полуфинале. Противник у полуфиналу је била сарајевска Славија, прва утакмица у Новом Саду је завршена нерешено 1:1, али је Славија у реваншу у Сарајеву победила са 3:1 и тако избацила НАК. Ово је био највећи успех у историји клуба, а НАК је на крају сезоне поделио треће место са Љубљаном.
Након Априлског рата 1941. и припајања тог дела Војводине Мађарској, клуб је одиграо неколико сезона у првенству Мађарске. У прве две сезоне су завршили на средини табеле, дванаести 1941/42. и једанаести 1942/43., међутим у сезони 1943/44. су завршили у врху табеле на шестом месту. Сезона 1944/45. је прекинута након четири кола, а НАК је одиграо само две утакмице.
Због учешћа у лиги окупатора нове југословенске власти 1945. су угасиле клуб.

## Бивши играчи
- Бела Шефер
- Јожеф Велкер
- Лајош Сенфелд Туско
- Силвестер Шереш